# Leuchtenberg

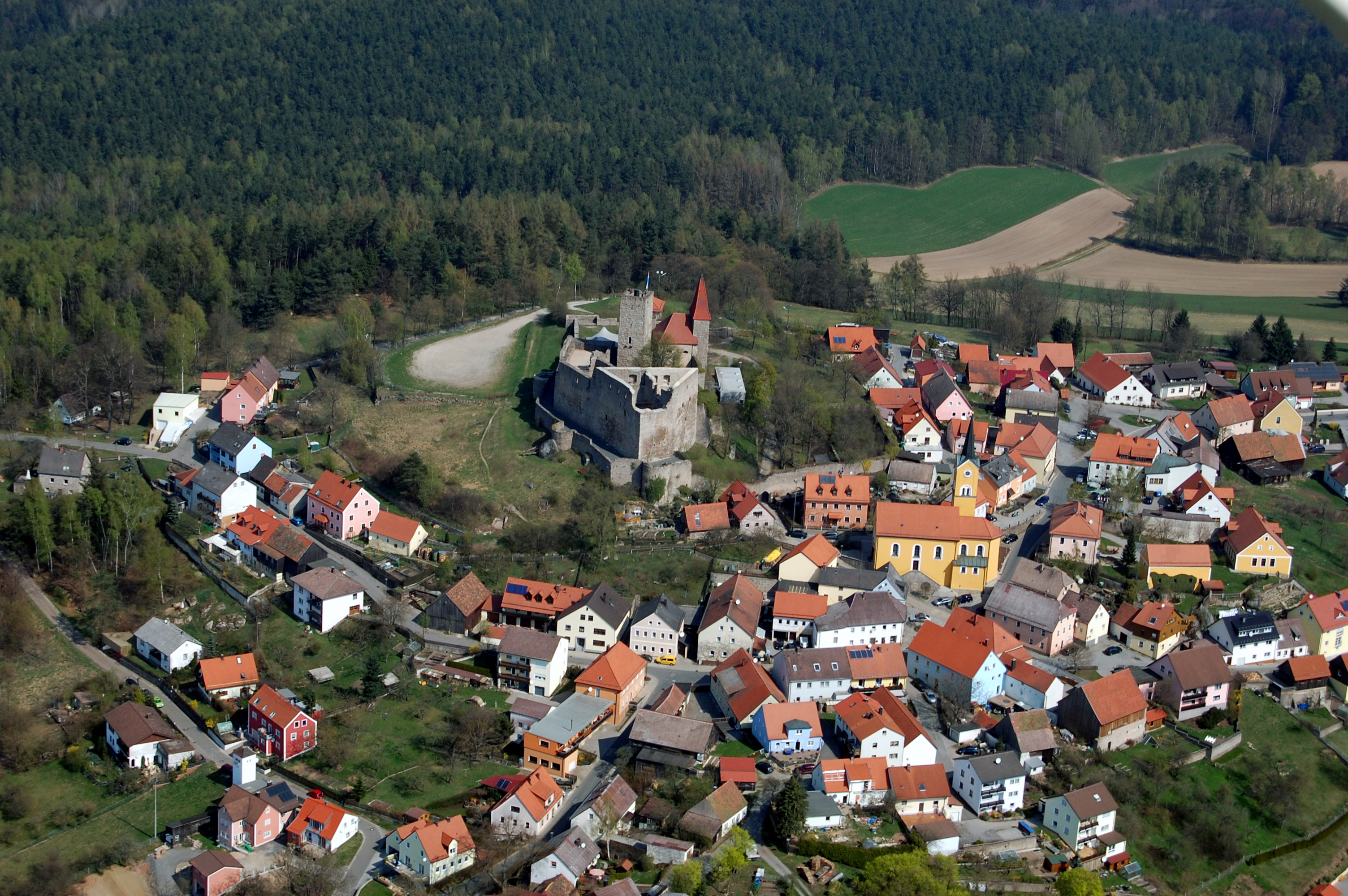
Leuchtenberg

Leuchtenberg este o comună-târg din districtul Neustadt an der Waldnaab, regiunea administrativă Palatinatul Superior, landul Bavaria, Germania.